# Odinia surumuana
Odinia surumuana är en tvåvingeart som beskrevs av Prado 1973. Odinia surumuana ingår i släktet Odinia och familjen tickflugor. Inga underarter finns listade i Catalogue of Life.